# 蜜雪兒·卡特
蜜雪兒·迪尼·卡特（英語：Michelle Denee Carter，1985年10月12日—）是一名美國田徑運動員，主攻鉛球項目。她曾擲出20公尺24的成績，成為美國女子鉛球紀錄保持者。在2016年里约奥运会上，她以20.63米赢得女子铅球金牌。

## 外部連結
- 蜜雪兒·卡特在的頁面
- sports-reference